# August Ludwig Busch
August Ludwig Busch  (* 7. September 1804 in Danzig; † 30. September 1855 in Königsberg (Preußen)) war ein deutscher Astronom. Von 1846 bis 1855 leitete er die Sternwarte Königsberg.

## Leben und Werk
August Ludwig Busch wurde am 7. September 1804 in Danzig geboren. Nach seinem Schulbesuch absolvierte er die königliche Kunstschule in seiner Heimatstadt, deren Direktor Johann Adam Breysig in ihm die Neigung zum geometrischen Zeichnen weckte. Später erweiterte er durch Privatunterricht bei einem Gymnasiallehrer seine mathematischen Kenntnisse.
1824 fand er eine Anstellung als Privatlehrer für die Kinder von Joseph von Eichendorff, der als Regierungsrat beim Oberpräsidenten von Westpreußen in Danzig tätig war. Als Eichendorff im gleichen Jahre nach Königsberg versetzt wurde, übersiedelte Busch ebenfalls dorthin. Neben seiner Lehrtätigkeit besuchte er Vorlesungen an der dortigen Universität, unter anderem bei Friedrich Wilhelm Bessel, von dem er sich in der Astronomie ausbilden ließ. Ohne einen Universitätsabschluss zu erwerben, wurde er von Bessel 1831 als Nachfolger von Carl Theodor Anger als Gehilfe bei der Sternwarte Königsberg angestellt.
Neben seiner Beobachtungstätigkeit unterzog er die langjährigen Beobachtungsreihen, die Bradley von 1727 bis 1747 zur Bestimmung der Aberrations- und Nutationskonstanten mit einem Zenitsektor erstellt hatte, einer Neuauswertung unter Verwendung aktueller mathematischer und astronomischer Methoden. Für diese Abhandlung erhielt er einen Preis der Königlichen Societät der Wissenschaften in Kopenhagen.
Nach Bessels Tod im Jahre 1846 leitete er kommissarisch die Königsberger Sternwarte und erhielt diese Position endgültig 1849, während Peters die Universitätsprofessur für Astronomie erhielt.
Busch setzte die Beobachtungen im Sinne Bessels fort und gab mehrere Bände der Königsberger Beobachtungen heraus. Außerdem verfasste er ein Lehrbuch der darstellenden Geometrie.
August Ludwig Busch starb am 30. September 1855 an der Cholera.

## Schriften (Auswahl)
- A.L. Busch: Reduction of the observations made by Bradley at Kew and Wansted, to determine the quantities of aberration and nutation. University Press, Oxford 1838 (Digitalisat)
- A.L. Busch: Vorschule der darstellenden Geometrie. G. Reimer, Berlin 1846 (Vorwort von C. G. J. Jacobi) (Digitalisat)
- Veröffentlichungen von A.L. Busch im Astrophysics Data System